# Stefan Löfven

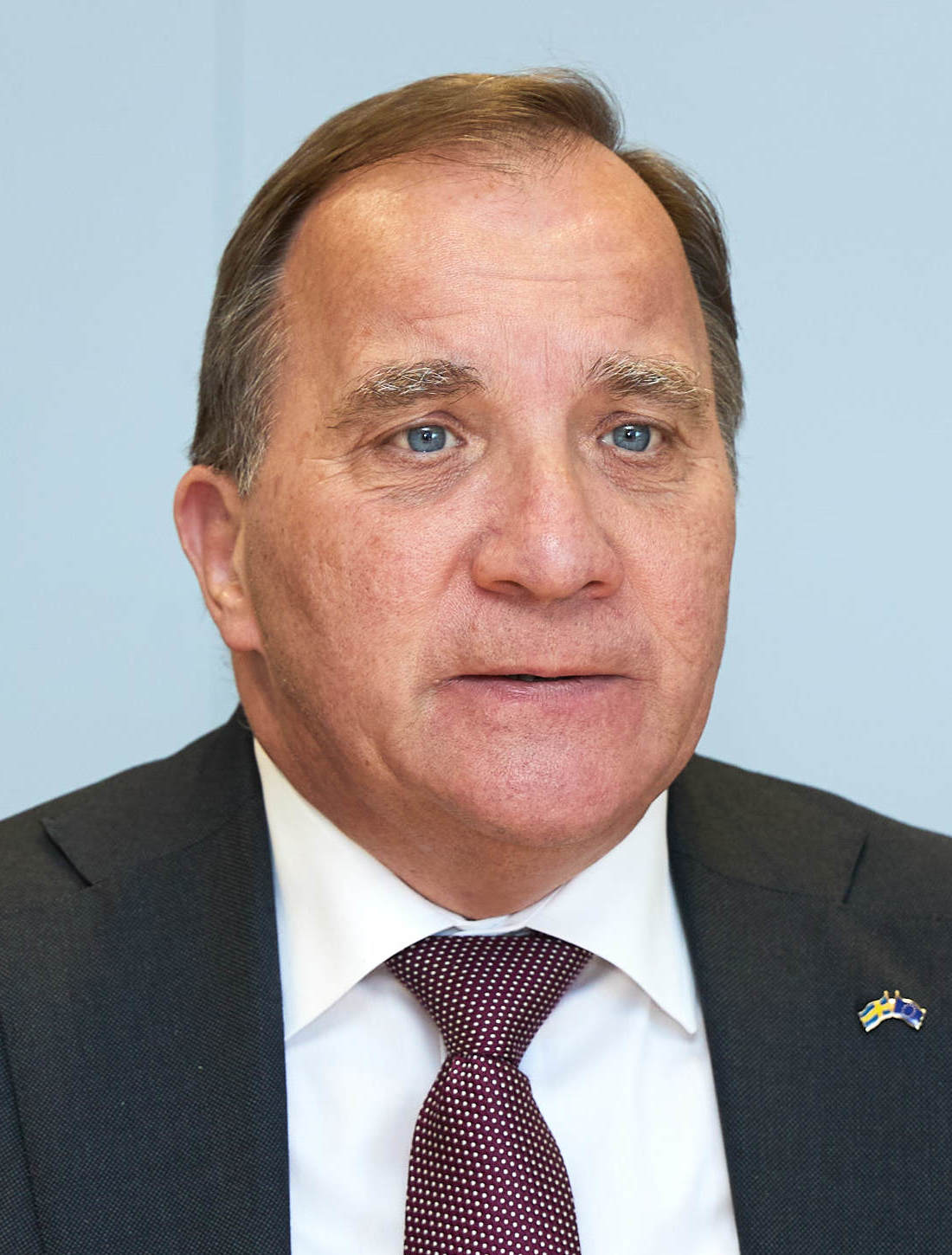
Stefan Löfven (2021)

Kjell Stefan Löfven ([ˈsteːfan lœˈveːn]; * 21. Juli 1957 in Hägersten, Stockholm) ist ein schwedischer Politiker. Er war vom 3. Oktober 2014 bis zum 30. November 2021 Ministerpräsident von Schweden. Von 2012 bis 2021 war er Vorsitzender der Sozialdemokratischen Arbeiterpartei Schwedens (SAP). Seit dem 14. Oktober 2022 ist er Vorsitzender der Sozialdemokratischen Partei Europas (SPE).

## Werdegang
Löfven kam zehn Monate nach seiner Geburt als Pflegekind zu einer Arbeiterfamilie. Er absolvierte die neunjährige Grundschule (Pflichtschule) und anschließend ein zweijähriges wirtschaftskundliches Gymnasium. Danach begann er eine Ausbildung zum Schweißer. Drei Semester lang besuchte er die Sozialhochschule in Umeå, verließ die begonnene Ausbildung aber ohne Studienabschluss.
Löfven führte von 2006 bis 2012 die IF Metall, eine der größten Gewerkschaften in Schweden. Damit gehörte er auch dem Führungsgremium der Arbeiterpartei an, ohne zuvor eine Parteikarriere durchlaufen zu haben.
Am 27. Januar 2012 wurde er vom Präsidium zum Parteivorsitzenden gewählt; ein Parteitag bestätigte die Wahl am 4. April 2013. Als Parteichef der Sozialdemokraten führte er die Opposition im Reichstag an.
Bei der Reichstagswahl am 14. September 2014 trat er als Spitzenkandidat der rot-grünen Parteien an. Damals hatte er noch keine Erfahrungen als Minister oder auf internationaler Bühne.

## Tätigkeit als Ministerpräsident
Am 2. Oktober 2014 gewann er eine Vertrauensabstimmung im Reichstag und trat damit am folgenden Tag die Nachfolge von Fredrik Reinfeldt als Ministerpräsident an. Obgleich die rot-grüne Regierung Löfven I keine Mehrheit der Mandate hatte, war die Wahl möglich, weil sich die bürgerliche Opposition und auch die sozialistische Linkspartei der Stimme enthielten. Nachdem der Haushaltsentwurf der Regierung am 3. Dezember 2014 gescheitert war, weil die Oppositionsparteien gegen diesen Entwurf mehr Stimmen als die Regierung erreichten, kündigte Löfven eine Neuwahl am 22. März 2015 an. Auf einer Pressekonferenz gab Löfven am 27. Dezember 2014 bekannt, dass in einem „Dezemberabkommen“ der rot-grünen Minderheitsregierung mit den vier Oppositionsparteien der Bürgerlichen Allianz vereinbart wurde, dass diese bei der nächsten Abstimmung über das Budget 2015 den Vorschlag der Regierung nicht ablehnen würden. Die bereits angekündigten, aber offiziell erst am 29. Dezember 2014, also drei Monate nach der ersten Sitzung des neu gewählten Reichstags, auszurufenden Neuwahlen fanden daher nicht statt. Die vier Parteien der Bürgerlichen Allianz sagten sich allerdings am 9. Oktober 2015 vom Dezemberabkommen los, nachdem die Christdemokraten auf ihrem Parteitag einen entsprechenden Beschluss gefasst hatten.
Am 25. September 2018 verlor Löfven durch ein Misstrauensvotum des zwei Wochen zuvor neu gewählten schwedischen Reichstags de facto sein Amt und führte die Staatsgeschäfte bis zur Ernennung eines neuen Ministerpräsidenten kommissarisch weiter. Nachdem am 14. Dezember 2018 ein Versuch, sich erneut zum Ministerpräsidenten wählen zu lassen, noch gescheitert war, wurde Löfven am 18. Januar 2019 vom Reichstag im Amt bestätigt und bildete ein neues Kabinett der Mitte. Zuvor war es gelungen, mit der Zentrumspartei und den Liberalen eine Vereinbarung zu treffen. Die Linkspartei konnte nach weiteren Gesprächen zu einer Tolerierung bewogen werden. Im schwedischen System genügt es, wenn ein Kandidat für den Ministerpräsidentenposten keine Mehrheit gegen sich hat, so dass es in diesem Fall ausreichte, durch rund ein Drittel der Stimmen und zahlreiche Enthaltungen wieder Ministerpräsident zu werden. Am 21. Januar 2019 installierte Löfven die Regierung Löfven II.
Am 21. Juni 2021 wurde ihm vom Reichstag aufgrund eines Streits über Mietpreisbindungen für Neubauten das Misstrauen ausgesprochen und er musste sich innerhalb einer Woche entweder zum Rücktritt oder für die Einberufung einer Neuwahl entscheiden. Die Sverigedemokraterna hatten den Misstrauensantrag eingereicht. Unterstützt wurde der Antrag von der Linkspartei (Vänsterpartiet), die gegen den Vorstoß der Löfvenregierung war, den Mietmarkt zu kapitalisieren, sowie von konservativen Parteien, die unzufrieden mit den Konzepten gegen Arbeitslosigkeit und Kriminalität waren. Einen Tag vor Ablauf der ihm gesetzten Entscheidungsfrist, am 28. Juni, trat Löfven als Ministerpräsident zurück. Angesichts der Covid-19-Pandemie sei eine Neuwahl nicht das Beste für Schweden, da nur noch ein Jahr bis zur regulären Parlamentswahl verbleibe. Für die Bildung einer neuen Regierung stehe er wieder zur Verfügung. Parlamentspräsident Andreas Norlén beauftragte jedoch als ersten den Vorsitzenden der oppositionsführenden Moderaten Sammlungspartei, Ulf Kristersson, eine Regierungsbildung zu versuchen. Kristersson gab den Auftrag erfolglos zurück. Da Löfven signalisierte, er habe eine Lösung gefunden, um eine vom Parlament tolerierte Regierung zu bilden, erteilte Norlén ihm am 5. Juli erneut den entsprechenden Auftrag.
Der schwedische Reichstag bestätigte Löfven am 7. Juli 2021 erneut als Ministerpräsidenten. 173 Abgeordnete stimmten gegen ihn, 116 für ihn und 60 Abgeordnete enthielten sich. Die Wahl Löfvens kam zustande, da er nicht durch eine absolute Mehrheit von 175 Stimmen im Reichstag abgelehnt wurde. Damit übte Löfven das Amt des Ministerpräsidenten ab Oktober 2014 durchgehend aus. Am 22. August 2021 kündigte Löfven an, im November 2021 als Parteivorsitzender und Ministerpräsident zurückzutreten, um einen Führungswechsel bei den Sozialdemokraten vor der Reichstagswahl 2022 zu ermöglichen. Daraufhin wurde Magdalena Andersson auf dem Parteitag der Sozialdemokraten am 4. November 2021 zu seiner Nachfolgerin als Parteivorsitzende gewählt. Am 10. November reichte Löfven sein Rücktrittsgesuch als Ministerpräsident ein. Am 30. November 2021 löste die tags zuvor gewählte Andersson ihn schließlich im Amt des Ministerpräsidenten ab.
Löfven ist verheiratet.

## Kabinette
- Kabinett Löfven I
- Kabinett Löfven II
- Kabinett Löfven III